# Christopher Plunket (2e comte de Fingall)
Pour les articles homonymes, voir Plunket.
Christopher Plunket, 2e comte de Fingall et 11e baron Killeen (mort en 1649) est un homme politique et soldat irlandais. En 1641, il négocie avec les rebelles au nom des Old English de Pale et les pousse à rejoindre la rébellion. Il combat pour les rebelles au siège de Drogheda. Il rejoint les confédérés et combat dans son armée du Leinster, entre autres à Dungan's Hill. Lorsque les confédérés fusionnent dans l'Alliance royaliste, il combat sous les ordres de James Butler (1er duc d'Ormonde) à la bataille de Rathmines où il est blessé et fait prisonnier. Il meurt de ses blessures deux semaines plus tard en captivité au château de Dublin.

## Naissance et origines
Christopher est probablement né à la fin des années 1610 dans le comté de Meath, en Irlande. Il est le fils aîné de Lucas Plunket et de sa seconde épouse Susanna Brabazon. Son père devient le 10e baron Killeen en 1613 et le 26 septembre 1628 est créé comte de Fingall. La famille de son père serait d'origine danoise et attestée en Irlande depuis le XIe siècle . Sa mère est la cinquième fille d'Edward Brabazon (1er baron Ardee) et sa femme Mary Smythe. Son grand-père est venu d'Angleterre en Irlande en tant que vice-trésorier d'Irlande et a été Lord Justice d'Irlande . Ses parents se sont mariés en 1611 .
Christopher est l'aîné d'au moins quatre frères (mais seuls Christopher et George sont connus) :
- Christophe (mort en 1649)
- George, le quatrième fils, épouse Cicely, fille de William Hill, d'Allenston, comté de Meath, est capitaine au siège de Drogheda et colonel d'un régiment d'infanterie de l'armée confédérée[4]

Sa mère meurt en 1623. Elle a été protestante. Après sa mort, son père s'assure qu'il est élevé dans la foi catholique.

## Mariage et enfants
En janvier 1636, Lord Killeen épouse Mabel, fille de Nicholas Barnewall (1er vicomte Kingsland) (en) et de Bridget FitzGerald. Elle lui survit 50 ans et se remarie, en 1653, au colonel James Barnewall, le plus jeune fils de Patrick Barnewall.
Christopher et Mabel ont six enfants, cinq fils (dont les trois plus jeunes sont mal connus) :
1. Luc (1639 – vers 1685), son héritier, qui hérite du domaine et du titre en 1662[8].
2. Nicholas, épouse Anne Taaffe, fille de Theobald Taaffe (1er comte de Carlingford) (en)[9]
3. ____ (mort en 1664) inhumé à Sainte-Catherine, le 20 septembre
4. Patrick (mort en 1666), inhumé à St Michan's, le 3 juin
5. ____ du comté de Monaghan

et une fille :
- Mary, épouse Walter Butler de Garryricken, neveu de James Butler (1er duc d'Ormonde) : ils sont les grands-parents de John Butler (15e comte d'Ormonde) (en)[10].

## Carrière
En 1637, Killeen succède à son père en tant que 2e comte de Fingall en 1637 et hérite de grands domaines dans le comté de Meath et le comté de Cavan et joue un rôle dans le développement de la ville de Virginie, dans le comté de Cavan.
Lord Fingall prend son siège à la Chambre des lords irlandaise le 16 mars 1639, et est membre de plusieurs comités de privilèges et de griefs.
Lorsque la rébellion éclate le 23 octobre 1641 Fingall tente de rester neutre entre le gouvernement et les rebelles comme la plupart des nobles et des nobles de Pale. Le 16 novembre, il est nommé commissaire chargé de négocier avec les rebelles.
Son comportement suscite la méfiance du gouvernement et, le 17 novembre, il est proclamé hors-la-loi. Il joue alors un rôle de premier plan dans la réalisation d'une alliance entre le parti d'Ulster et la petite noblesse du Pale. Il est présent à la réunion de la colline de Crofty, puis à celle de la colline de Tara, où il est nommé général de la cavalerie pour le comté de Meath. Il mène donc la cavalerie rebelle au siège de Drogheda. Son nom est joint aux principaux documents rédigés par les confédérés irlandais pour justifier leur prise d'armes. Il est membre de l'assemblée générale de la Confédération de Kilkenny, et, en prêtant le serment d'association contre le nonce pontifical Giovanni Battista Rinuccini en juin 1648, prouve sa fidélité aux demandes originelles des confédérés ; mais autrement il joue un rôle discret dans l'histoire de la confédération.
Le 2 août 1649, Lord Fingall combat sous les ordres de James Butler (1er duc d'Ormonde) à la bataille de Rathmines où il est blessé et fait prisonnier par les parlementaires. Il meurt de ses blessures environ quinze jours plus tard alors qu'il est en captivité au château de Dublin. Il est enterré dans l'église Sainte-Catherine le 18 août Les parlementaires l'accusent de haute trahison et ses domaines sont confisqués par l'Acte du Commonwealth anglais pour la colonisation de l'Irlande le 12 août 1652 et Beaulieu est donné à Henry Tichborne comme locataire de l'État par Cromwell.

### Sources
- Richard Bellings, History of the Irish Confederation and the War in Ireland 1643-1644, vol. 3, Dublin, Printed for the editor by M. H. Gill & Son, 1885 (lire en ligne) – 1643 to 1644
- Bernard Burke et Ashworth P. Burke, A Genealogical and Heraldic History of the Peerage and Baronetage, the Privy Council, Knightage and Companionage, London, Harrison, 1909 (OCLC 28297274, lire en ligne)
- George Edward Cokayne, Complete Peerage of England, Scotland, Ireland, Great Britain and the United Kingdom, Extant, Extinct, or Dormant, vol. 3, London, George Bell and Sons, 1890 (OCLC 1180838776, lire en ligne) – D to F (for Fingall)
- George Edward Cokayne, Complete Peerage of England, Scotland, Ireland, Great Britain and the United Kingdom, Extant, Extinct, or Dormant, vol. 6, London, George Bell and Sons, 1895 (OCLC 1180818801, lire en ligne) – N to R (for Ormonde)
- George Edward Cokayne, The complete peerage of England, Scotland, Ireland, Great Britain and the United Kingdom, extant, extinct, or dormant, vol. 5, London, St Catherine Press, 1926 (OCLC 228661424, lire en ligne) – Eardley of Spalding to Goojerat
- Mary Francis Cusack, A Compendium of Irish History, Boston, Patrick Donahoe, 1871 (OCLC 873009963, lire en ligne)
- John Debrett, Peerage of the United Kingdom of Great Britain and Ireland, vol. 2, London, F. C. and J. Rivington, 1828 (lire en ligne) – Scotland and Ireland
- Patrick Theobald Tower Butler, Baron Dunboyne, Butler Family History, Kilkenny, Rothe House, 1968 (lire en ligne)
- Handbook of British Chronology, London, 3rd, coll. « Royal Historical Society Guides and Handbooks, No. 2 », 1986 (ISBN 0-86193-106-8, lire en ligne)
- John Lodge, The Peerage of Ireland, vol. 6, Dublin, James Moore, 1789 (OCLC 264906028, lire en ligne) – Viscounts, barons
- Hervey Redmond Morres, Viscount Mountmorres, The History of the Principal Transactions of the Irish Parliament from the Year 1634 to 1666, vol. 1, London, T. Cadell, 1792 (OCLC 843863159, lire en ligne) – House of Lords
- Ferdinand Warner, History of the Rebellion and Civil-War in Ireland, vol. 1, Dublin, James William, 1768 (OCLC 82770539, lire en ligne) – 1641 to 1643